# دیک پلوگ
دیک پلوگ (انگلیسی: Dick Ploog; ۲۷ نوامبر ۱۹۳۶ – ۱۴ ژوئیهٔ ۲۰۰۲) دوچرخه‌سوار اهل استرالیا بود.
وی در مسابقات کشوری و بین‌المللی در مجموع برندهٔ ۱ مدال برنز شده‌است.